# Seznam zápasů Třinec–Jihlava v české hokejové extralize
Kompletní seznam extraligových zápasů HC Oceláři Třinec s Jihlavou v České hokejové extralize. Týmy se v každé sezóně utkávají 4×.
| Číslo | Sezona    | Domácí  | Výsledek | Hosté   | Třetiny                         |
| ----- | --------- | ------- | -------- | ------- | ------------------------------- |
| 1     | 1995/1996 | Jihlava | 4 : 3    | Třinec  | (1 : 1, 1 : 1, 2 : 1)           |
| 2     | 1995/1996 | Třinec  | 7 : 2    | Jihlava | (1 : 0, 4 : 2, 2 : 0)           |
| 3     | 1995/1996 | Třinec  | 3 : 3 PP | Jihlava | (0 : 1, 2 : 0, 1 : 2)           |
| 4     | 1995/1996 | Jihlava | 3 : 3 PP | Třinec  | (0 : 0, 2 : 1, 1 : 2)           |
| 5     | 1996/1997 | Třinec  | 5 : 1    | Jihlava | (2 : 0, 1 : 0, 2 : 1)           |
| 6     | 1996/1997 | Jihlava | 4 : 4 PP | Třinec  | (2 : 0, 1 : 2, 1 : 2)           |
| 7     | 1996/1997 | Třinec  | 3 : 3 PP | Jihlava | (1 : 1, 2 : 2, 0 : 0)           |
| 8     | 1996/1997 | Jihlava | 4 : 3    | Třinec  | (2 : 0, 0 : 2, 2 : 1)           |
| 9     | 1997/1998 | Jihlava | 0 : 1    | Třinec  | (0 : 0, 0 : 1, 0 : 0)           |
| 10    | 1997/1998 | Třinec  | 5 : 3    | Jihlava | (2 : 0, 2 : 2, 1 : 1)           |
| 11    | 1997/1998 | Jihlava | 1 : 1 PP | Třinec  | (0 : 0, 0 : 1, 1 : 0)           |
| 12    | 1997/1998 | Třinec  | 3 : 3 PP | Jihlava | (1 : 2, 1 : 0, 1 : 1)           |
| 13    | 1998/1999 | Třinec  | 4 : 3    | Jihlava | (1 : 1 , 2 : 0 , 1 : 2)         |
| 14    | 1998/1999 | Jihlava | 2 : 1    | Třinec  | (2 : 0 , 0 : 1 , 0 : 0)         |
| 15    | 1998/1999 | Třinec  | 2 : 4    | Jihlava | (2 : 3 , 0 : 0 , 0 : 1)         |
| 16    | 1998/1999 | Jihlava | 2 : 2 PP | Třinec  | (1 : 1 , 0 : 1 , 1 : 0)         |
| 17    | 2004/2005 | Jihlava | 1 : 2    | Třinec  | (0 : 1 , 0 : 1 , 1 : 0)         |
| 18    | 2004/2005 | Třinec  | 5 : 1    | Jihlava | (2 : 0 , 1 : 0 , 2 : 1 )        |
| 19    | 2004/2005 | Jihlava | 1 : 2    | Třinec  | (0 : 1 , 1 : 1 , 0 : 0)         |
| 20    | 2004/2005 | Třinec  | 2 : 1 PP | Jihlava | (1 : 0 , 0 : 1 , 0 : 0 , 1 : 0) |
| 21.   | 2017/2018 | Jihlava | 0 : 2    | Třinec  | (0 : 1 , 0 : 0)                 |
| 22.   | 2017/2018 | Třinec  | 3 : 0    | Jihlava | (1 : 0 , 1 : 0)                 |
| 23.   | 2017/2018 | Jihlava | 1 : 0 PP | Třinec  | (0:0, 0:0, 0:0 – 1:0)           |
| 24.   | 2017/2018 | Třinec  | 4 : 1    | Jihlava | (3:0, 0:1, 1:0)                 |

### Bilance
| Výhra | Výhra po PP | Remíza | Prohra po PP | Prohra | Počet zápasů |
| ----- | ----------- | ------ | ------------ | ------ | ------------ |
| 11    | 1           | 7      | 1            | 4      | 24           |